# Bernard Sumner
Pour les articles homonymes, voir Albrecht et Sumner.
Bernard Sumner, parfois nommé Bernard Albrecht, né le 4 janvier 1956 à Salford, est un chanteur, guitariste et musicien britannique.

## Biographie
Né Bernard Dicken le 4 janvier 1956 à Salford, Sumner commence comme membre du groupe Joy Division puis, à la mort du chanteur Ian Curtis, il forme un autre groupe, New Order, avec les deux autres membres survivants Peter Hook (à la basse) et Stephen Morris (à la batterie), ainsi que la fiancée de ce dernier, Gillian Gilbert (au clavier). Le groupe est dissous en 2007 puis reformé en 2011, sans Peter Hook.
Avec Johnny Marr, l'ex-guitariste du groupe The Smiths, il crée le groupe Electronic, projet alternatif à New Order mené entre 1991 et 1999.
Bernard Sumner remonte ensuite un groupe nommé Bad Lieutenant, avec Phil Cunningham et Jake Evans, qui se veut dans la continuité de style de New Order. Leur premier album, Never Cry Another Tear, est sorti le 5 octobre 2009.